# 1996 na literatura

## Eventos
- 15 de Março – Governo francês condecora o escritor Paulo Coelho com o título de Cavalheiro das Artes e das Letras.

## Mortes
| Data            | Nome                  | Profissão                       | Nacionalidade  | Observações | Ref |
| --------------- | --------------------- | ------------------------------- | -------------- | ----------- | --- |
| 11 de Janeiro   | Walter M. Miller, Jr. | escritor de ficção científica   | Estados Unidos | n. 1923     |     |
| 25 de Fevereiro | Caio Fernando Abreu   | escritor e jornalista           | Brasil         | n. 1948     |     |
| 1 de março      | Vergílio Ferreira     | escritor                        | Portugal       | n. 1916     |     |
| 12 de junho     | Romeu Correia         | escritor e dramaturgo           | Portugal       | n. 1917     |     |
| 16 de Junho     | David Mourão-Ferreira | escritor e poeta                | Portugal       | n. 1927     |     |
| 3 de Setembro   | Wálter Forster        | dramaturgo                      | Brasil         | n. 1917     |     |
| 5 de Setembro   | Carl Fallberg         | autor de banda desenhada        | Estados Unidos | n. 1915     |     |
| 11 de Outubro   | Renato Russo          | cantor e poeta                  | Brasil         | n. 1960     |     |
| 20 de Dezembro  | Carl Sagan            | cientista, astrónomo e escritor | Estados Unidos | n. 1934     |     |

## Prémios literários
- Nobel de Literatura - Wislawa Szymborska.
- Prémio Camões - Eduardo Lourenço[1]
- Prémio Machado de Assis - Carlos Heitor Cony
- Prémio Hans Christian Andersen - Uri Orlev